# Atlantik-Supertrawler
Die Atlantik-Supertrawler, auch Serie Prometey und Projekt 464, waren eine Serie von Großtrawlern. Sie wurden hauptsächlich von der Volkswerft Stralsund gebaut.

## Geschichte
Die Fang- und Verarbeitungsschiffe wurden in den Fischfangflotten der UdSSR, Rumäniens und der DDR eingesetzt. Zwischen 1970 und 1983 wurden auf der Volkswerft 195 Atlantik-Supertrawler und sechs speziell als Ausbildungsschiffe eingerichtete Einheiten mit zweijährigen Entwicklungsstufen gebaut, von 1983 bis 1989 entstanden einige weitere Einheiten auf der rumänischen Werft Șantierul Naval in Brăila.
Die acht Schiffe des Fischkombinates Rostock wurden zwischen 1976 und 1982 als ROS 331 bis ROS 338 in Dienst gestellt. Die Außerdienststellung erfolgte zwischen 1990 und 1994.

## Technik
Die Atlantik-Supertrawler wurden für den Einsatz in der Flottillenfischerei konzipiert und im Verband mit Kühltransport- und Versorgungsschiffen eingesetzt. Die für hohe Anforderungen an Langzeitzuverlässigkeit und Funktionssicherheit aller Schiffs- und Verarbeitungsanlagen eingerichteten Schiffe können während der gesamten Fangzeit oder auch ganzjährig im Fanggebiet eingesetzt werden. Die Aktionsdauer zwischen zwei Versorgungen betrug 70 Tage. Für die etwa 90 Mann starke Besatzung waren klimatisierte Ein-, Zwei- und Vierbettkammern vorhanden.
Gefischt wurde mit Grundschleppnetz oder pelagischem Schleppnetz bis 1500 Meter Tiefe, wobei sofort nach dem Einholen des Fangnetzes über die Heckslip auf das 43 Meter lange Fangdeck ein zweites Netz ausgesetzt werden konnte. Ein Windensystem, das von der kombinierten Trawl- und Kommandobrücke gesteuert wurde, erlaubte eine weitgehend mechanisierte Handhabung des Fanggeschirrs. Die Schiffe waren für eine potentielle Jahresfangmenge von etwa 10.000 Tonnen und eine Tagesfangmenge von 50 bis 80 Tonnen Fisch ausgelegt. Bis zu 65 Tonnen konnten täglich als Ganzfisch oder Fischfilet, der Abfall und Beifang zu Fischmehl, verarbeitet werden. Fischleber wurde in Konservendosen verpackt oder zu Fischöl verarbeitet. Für die schockgefrostete Ladung standen je nach Ausführung zwischen 1680 und 1858 Kubikmeter Kühlraum mit −28 °C zur Verfügung. Der Fischmehlbunker fasste 386 m³, der Konservenladeraum 28 m³ und der Fischöltank 19 Kubikmeter. Mit spezieller Ausrüstung konnte die Ladung auf See an Transportschiffe übergeben werden.
Ein Zweitakt-Dieselmotor trieb mit 2855 Kilowatt bei 221 Umdrehungen in der Minute direkt einen Verstellpropeller mit Kortdüse an. Die Reisegeschwindigkeit betrug etwa 15 Knoten, ein Schub von 280 Kilonewton wurde bei einer Schleppgeschwindigkeit von 6 Knoten erreicht. Neben einem Wellengenerator mit 1200 Kilowatt waren je nach Ausführung drei bis vier Dieselgeneratoren mit 530 bis 600 Kilowatt sowie ein Notstromaggregat von 140 Kilowatt zur Stromerzeugung vorhanden.

## Literatur

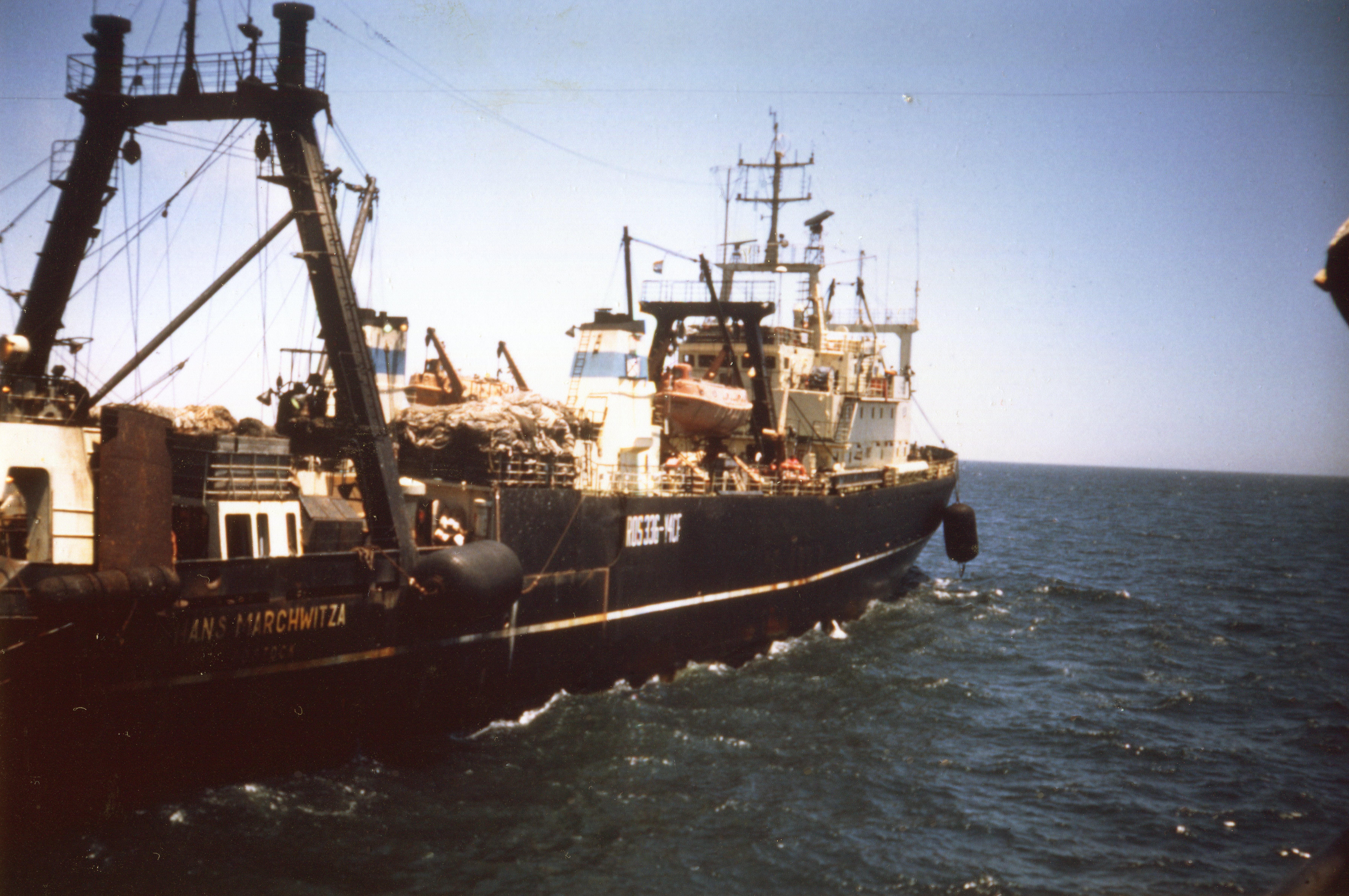
Atlantik-Supertrawler ROS 336 Hans Marchwitza im Südatlantik (1990)

## Liste der Schiffe (Auswahl)
| Atlantik-Supertrawler   | Atlantik-Supertrawler | Atlantik-Supertrawler | Atlantik-Supertrawler               | Atlantik-Supertrawler    | Atlantik-Supertrawler                                                                                        | Atlantik-Supertrawler |
| Bauname                 | Bauwerft Baunummer    | IMO- Nummer           | Stapellauf Ablieferung              | Auftraggeber             | Umbenennungen und Verbleib                                                                                   |                       |
| ----------------------- | --------------------- | --------------------- | ----------------------------------- | ------------------------ | --- | --------------------- |
| Prometey                | Volkswerft 401        | 7102261               | 16. März 1970 22. Dezember 1972     | Zapryba, Kaliningrad     | 1995 in Kaliningrad abgebrochen.                                                                             |                       |
| Suvalkiya               | Volkswerft 402        | 7229629               | - 30. September 1973                | Zapryba, Klaipėda        | 1992 Kalvarija, 1998 Dituva, 1999 Simonas, 2001 Livonia, 2005 Morena, ab 27. Juni 2006 in Alang abgebrochen. |                       |
| General Chernyakhovskiy | Volkswerft 403        | 7300825               | 25. Oktober 1972 30. September 1973 | Azcherryba, Kertsch      | Ab 3. März 1998 bei Berekat Ithalat in Aliağa abgebrochen.                                                   |                       |
| Azov                    | Volkswerft 404        | 7300928               | 5. Dezember 1972 31. Oktober 1973   | Azcherryba, Noworossijsk | 2000 Bayol 1, 2002 Valery Voituk, 2003 Neman, ab 10. Juli 2004 in Mumbai abgebrochen.                        |                       |
| Nikolay Tsyganov        | Volkswerft 405        | 7324780               | 29. Mai 1973 22. Dezember 1973      | Zapryba, Kaliningrad     | Ab 8. November 1993 bei Emtas GS in Aliağa abgebrochen.                                                      |                       |
| Foros                   | Volkswerft 406        | 7324730               | 30. Juni 1973 23. Dezember 1973     | Azcherryba, Illitschiwsk | Ab 7. Mai 1997 bei Iska Metal in Aliağa abgebrochen.                                                         |                       |
| Peypsi                  | Volkswerft 407        | 7330557               | 18. Juli 1973 29. Dezember 1973     | Zapryba, Tallinn         | 1992 Peipsi, 1995 Atoll, ab 8. Dezember 1996 abgebrochen.                                                    |                       |
| Akhilleon               | Volkswerft 408        | 7330569               | 20. August 1973 31. Dezember 1973   | Azcherryba, Kertsch      | Ab 15. Juli 1996 bei Sok GS in Aliağa abgebrochen.                                                           |                       |
| Kommunar                | Volkswerft 421        | 7397555               | - 1974                              | ?                        | 1997 in Aliağa abgebrochen                                                                                   |                       |
| Berkut                  | Volkswerft 422        | 7397567               | - 1974                              | ?                        | 2005 in Alang abgebrochen                                                                                    |                       |
| Granit                  | Volkswerft 427        | 7424413               | - 1975                              | ?                        | 1995 abgebrochen                                                                                             |                       |
| Ionava                  | Volkswerft 439        | 7506895               | - 1975                              | ?                        | 1992 Jonava, 1995 in Lissabon abgebrochen                                                                    |                       |
| Hans Marchwitza         | Volkswerft 206        | 8225503               | - 1982                              | ?                        | 1992 Astronom, in Fahrt                                                                                      |                       |
| Ludwig Renn             | Volkswerft 207        | 8225515               | - 1982                              | ?                        | 1993 Hercules, 1995 Mechanik Bryzgalin, in Fahrt                                                             |                       |
| Bruno Apitz             | Volkswerft 208        | 8225527               | - 1982                              | ?                        | 1991 Aeronavt, 2019 in Chittagong verschrottet.                                                              |                       |
| Rodna                   | Brăila 1193           | 7906150               | - 1983                              | Rumänische Regierung     | ab 29. August 1997 in Aliağa abgebrochen.                                                                    |                       |
| Magura                  | Brăila 1224           | 8321412               | - Oktober 1983                      | Rumänische Regierung     | Verbleib nicht bekannt.                                                                                      |                       |
| Postavarul              | Brăila ?              | 8412704               | - 1984                              | Rumänische Regierung     | Am 8. März 1985 nach einer Kollision gesunken.                                                               |                       |
| Amaradia                | Brăila 1232           | 8523333               | - 1985                              | Rumänische Regierung     | ab 13. Oktober 1999 in Santander abgebrochen.                                                                |                       |
| Rarau                   | Brăila ?              | 8802727               | - April 1987                        | Rumänische Regierung     | ab 16. Dezember 1997 in Aliağa abgebrochen.                                                                  |                       |
| Pietrosul               | Brăila 1240           | 8861486               | - Juni 1989                         | Rumänische Regierung     | Verbleib nicht bekannt.                                                                                      |                       |